# Cadillac Escalade
Cadillac Escalade — полноразмерный внедорожник, выпускаемый Cadillac, являющимся люксовым подразделением General Motors. Это был первый крупный выход Cadillac на рынок внедорожников. Escalade был представлен в 1999 модельном году в ответ на конкуренцию со стороны Mercedes-Benz ML-Class, Range Rover и Lexus LX, а также выпущенный Ford в 1998 году Lincoln Navigator. Проект Escalade был запущен в производство всего через десять месяцев после его утверждения. Escalade построен в Арлингтоне, штат Техас. Слово «эскалада» относится к тактике ведения осадной войны, заключающейся в восхождении на оборонительные стены или валы с помощью лестниц или осадных башен. В более общем плане это французское слово, которое является эквивалентной существительному формой французского глагола escalader, что означает «взбираться».
В настоящее время Escalade продаётся в Северной Америке и на некоторых международных рынках (Европа и Азия), где у Cadillac есть официальные каналы продаж. Escalade ESV (Escalade Stretch Vehicle) продаётся в Северной Америке, России и на Ближнем Востоке, но доступен по специальному заказу только на некоторых международных рынках. Праворульные Escalade и Escalade ESV доступны сторонним специалистам по переоборудованию без официального соглашения с Cadillac на рынках Австралии, Океании и Японии.

## Первое поколение
В 1998 году вышла первая модель Escalade в ответ на модель Lincoln Navigator (Ford Expedition), от конкурирующего концерна Ford. Первый Escalade сошёл с конвейера только через 10 месяцев после того, как его проект был одобрен, однако это был не «абсолютно новый автомобиль», а всего-навсего несколько переделанная модель GMC Yukon Denali. Причём, изменениям подверглись только детали салона и передняя часть автомобиля. Причиной тому было желание руководства концерна GM создать в короткие сроки конкурента Navigator. Первые Escalade построены на заводе в Арлингтоне, штате Техас, США.
Первое поколение Escalade выпускалось исключительно в пятиместном кузове. Все усилия GM и Cadillac, направленные на раскрутку первого поколения оказались тщетными, ибо по своим габаритам Escalade проигрывал своему единственному конкуренту на американском рынке — Lincoln Navigator. После двухгодичных попыток модель Escalade всё-таки направили на доработку в GM, чтобы «избавить» её от зависимости от GMC Yukon Denali и выпустить полностью независимый внедорожник класса люкс. Первое поколение оснащалось теми же узлами и агрегатами, что GMC Yukon Denali: двигателем 5.7 L Vortec 5700 V8 225 л/с (190 кВт), который был явно менее мощным по сравнению с 300-сильным двигателем Lincoln Navigator, системой полного привода «Autotrac selectable 4x4», 4-ступенчатой автоматической коробкой переключения передач. кожаные кресла с эмблемой Cadillac, акустическая система Bose, приборная панель с белой подсветкой и спидометр, размеченный до 120 миль/час. Расход топлива — 30 литров на 100 км.
Согласно исследованиям «Highway Loss Data Institute» Кадиллак Эскалейд первого поколения стал самым популярным среди угоняемых внедорожников в Америке.

## Второе поколение
В 2001 году был представлен Escalade второго поколения, спроектированный на платформе GMT800, такой же как у модели Chevrolet Tahoe. Автомобиль получил характерный узнаваемый дизайн в стиле марки «Кадиллак», восьмиместный салон и базовую заднеприводную версию. Кроме того, на мексиканском заводе компании начался выпуск удлинённого до 5,62 метров варианта Escalade ESV и пикапа Escalade EXT.
Заднеприводные машины оснащались мотором V8 объёмом 5,3 литра (290—299 л. с.), а на полноприводный внедорожник ставили шестилитровую «восьмёрку» мощностью 349 сил. Все автомобили комплектовались четырёхступенчатыми «автоматами».
В отличие от своих братьев и сестёр Chevrolet и GMC, которые были выпущены в 2000 модельном году, Cadillac отложил переход Escalade на шасси GMT820 до февраля 2001 года в качестве модели 2002 года, последней из трёх марок полноразмерных грузовиков и внедорожников General Motors, которые перешли на новое шасси; Cadillac представил 2002 модельный год Escalade в августе 2000 года в Пеббл-Бич, продолжая продавать грузовики 2000 модельного года. Задний привод был стандартным, как и 5,3-литровый V8. Полный привод был стандартным для ESV и EXT и был дополнительным для Escalade с короткой колёсной базой. Специальный высокопроизводительный двигатель V8 Vortec объёмом 6,0 л был единственным выбором для полноприводных моделей, будь то с короткой колёсной базой, ESV или EXT, до середины 2005 года, когда от 5,3-литрового двигателя вообще отказались. В середине 2005 года все заднеприводные и полноприводные Escalades оснащались мощным 6,0-литровым двигателем Vortec V8. Все модели (за исключением EXT) предлагали вместимость до восьми человек.
Электронная система контроля устойчивости «StabiliTrak» была модернизирована до четырёхколёсной версии, в 2003 году в стандартную комплектацию были добавлены фары ближнего света высокой интенсивности (HID), педали с регулируемой мощностью и сигнальные наружные зеркала, а также часы под брендом Bulgari. В 2004 году спутниковое радио XM, ковшеобразные сиденья второго ряда и система контроля давления в шинах стали стандартными на всех эскаладах, кроме EXT. Также в 2004 году была представлена платиновая версия Escalade ESV по базовой цене 71 025 долларов; он отличался первыми в сегменте роскошных внедорожников заводскими 20-дюймовыми хромированными колёсными дисками, слегка заниженной подвеской, подогреваемыми и охлаждаемыми сиденьями (передними и задними), подогреваемыми и охлаждаемыми подстаканниками, крышей-луной, мониторами второго и третьего ряда, интерьером, который включал приборную панель из чёрного дерева и сланца, обивку из сланцевой кожи и плиссированные дверные панели, хромированная решётка радиатора и стандартный 6,0-литровый V8 мощностью 345 л. с. (257 кВт). Система OnStar была модернизирована для 2005 модельного года и стала цифровой системой вместо использовавшейся ранее аналоговой системы.

В 2003 году, через год после их появления, Cadillac Escalade и Escalade EXT на базе GMT800 получили рестайлинг интерьера, в то время как внешний дизайн остался в основном неизменным. Аудиосистема была модернизирована, чтобы предложить два различных варианта радиоприёмника: AM / FM-радио с кассетным и однодисковым CD-плеером или AM / FM-радио с однодисковым CD-плеером и сенсорной системой GPS-навигации (система передачи данных по радио (RDS) также входила в комплект обоих радиоприёмников). Оба варианта радиоприёмника включали отдельный встроенный в приборную панель CD-чейнджер на шесть дисков, установленный в нижней части приборной панели и управляемый с помощью радио (на CD-чейнджере по-прежнему были пронумерованные кнопки для выбора диска, а также кнопки «Загрузить» и «Извлечь»). Информационный центр водителя (DIC) был перенесён из отдельного блока на приборной панели в экран отображения одометра в комбинации приборов, где датчики также были изменены с помощью увеличенного экрана отображения одометра. Стало доступно спутниковое радио XM, а элементы управления телематической системой OnStar были перенесены с приборной панели на электроходное внутреннее зеркало заднего вида (ISRV). DVD-развлекательная система для заднего сиденья, которая включала две пары беспроводных наушников и была произведена Panasonic, также была новой опцией для 2003 модельного года. Приборная панель и рулевое колесо отличались обновлённым дизайном (рулевое колесо теперь также оснащено дистанционной аудиосистемой, кнопками OnStar и speed (круиз-контроль) на передней панели колеса). Электрохромное внутреннее зеркало заднего вида (ISRV) теперь интегрировало элементы управления системой OnStar в дополнение к внешнему (наружному) дисплею температуры и встроенному компасу направления. Дизайн сидений переднего, второго и третьего рядов был обновлён, а внутренняя отделка Zebrano была заменена на Burlwood. Escalade ESV (удлинённая модель) дебютировала в 2003 модельном году. Наконец, предупреждающие сигналы теперь воспроизводятся через динамик передней двери водителя, в отличие от отдельно установленного модуля оповещения на моделях 2002 года.

## Третье поколение

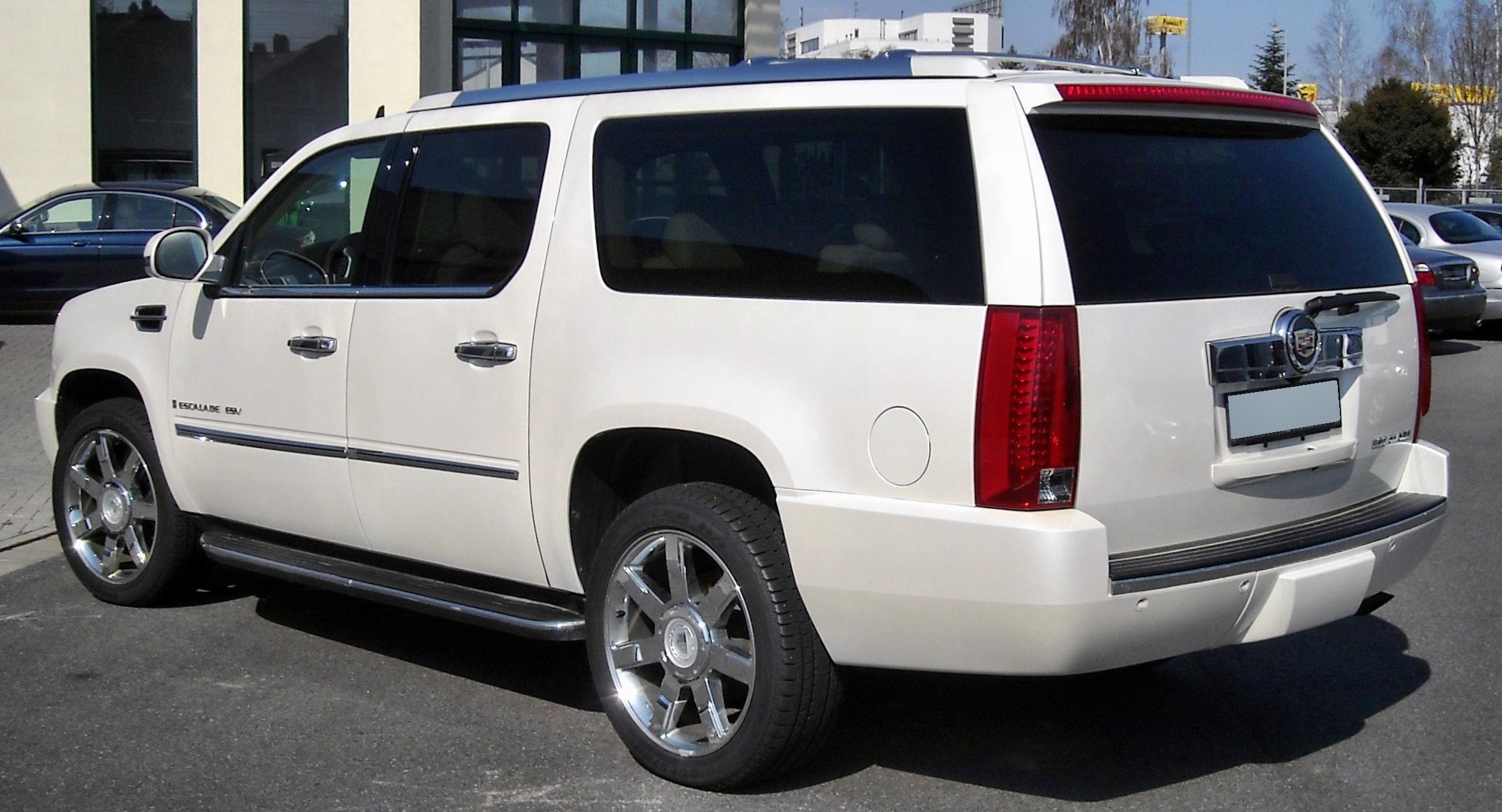
Cadillac Escalade ESV

Escalade перешёл на новую платформу GMT900 в 2007 модельном году, поскольку платформы GMT900 вместе (Silverado /Sierra /Avalanche /Escalade EXT, Tahoe /Suburban/Yukon /Yukon XL/Yukon Denali /Escalade) были выпущены вместе в этом году. К обычной Escalade снова присоединилась удлинённая версия ESV, а также новый внедорожник EXT sport utility. Escalade 2007 года был официальным автомобилем Super Bowl XL, а MVP Хайнс Уорд был награждён одним из первых выпущенных Escalade.
Производство обновлённого Escalade началось на сборочном заводе в Арлингтоне в январе 2006 года. Его цена начинается с 57 280 долларов США, хотя заднеприводная версия по этой цене была выпущена только в августе. Первой была выпущена более дорогая полноприводная версия, за которой в июне последовали пикапы ESV с длинной колёсной базой и EXT (последний был поставлен с завода в Силао, Мексика).
В Escalade используется полностью алюминиевый 6,2-литровый двигатель Vortec V8. Этот толкательный двигатель оснащён регулируемым газораспределением, что является первым в серийном двигателе без верхнего кулачка. Система регулирует время впуска и выпуска между двумя настройками. Двигатель выдаёт 403 л. с. (301 кВт) (на 23 л. с. больше, чем у его родственного конкурента GMC Yukon Denali) и 417 фунт-фут (565 Н/м) крутящего момента. Используется новая шестиступенчатая автоматическая коробка передач 6L80. Новый кузов имеет коэффициент лобового сопротивления 0,363. В 2010 году базовая цена Cadillac Escalade составляла 62 500 долларов за модель с приводом от двигателя и 65 200 долларов за модель с приводом от двигателя. На северо-восток приходится 60 процентов продаж Escalade. Модель 2013 года (Cadillac Escalade 2WD 8 cyl, 6,2 л, автоматическая 6‑ступенчатая коробка передач), имеет официальную государственную экономию топлива 14 миль на галлон (17 л/100 км), комбинированную 16 миль на галлон (15 л/100 км) и шоссе 18 миль на галлон‑США (13 Л/100 км)

### Гибрид
Гибридная версия роскошного автомобиля дебютировала в 2008 году на Международном автосалоне в Южной Флориде (Майами) и поступила в продажу в 2008 году как модель 2009 года по стартовой цене 74 085 долларов за модель с приводом на два колеса. В августе 20 % продаж Cadillac Escalade приходилось на гибриды.
Гибрид оснащён 6,0-литровым двигателем V8. К нему присоединяются два 60-киловаттных электродвигателя, питаемых от никель-металлогидридной аккумуляторной батареи под задним сиденьем. Сам по себе V8 развивает мощность 332 л. с. (248 кВт) при 5100 об/мин и 367 фунт-фут (498 Н/м) при 4100 об/мин. Инженеры GM утверждают, что суммарная мощность с электродвигателями составляет 379 л. с. (283 кВт). Уникальная трансмиссия включает в себя электродвигатели, а также три различных планетарных редуктора и четыре традиционных сцепления.
Гибриду Escalade требуется 8,2 секунды, чтобы разогнаться с 0 до 97 км/ч. 

### Стандартные функции
Стандартные функции Cadillac Escalade включают в себя кондиционер с трёхзонным климат-контролем, сиденья, отделанные кожей Nuance, рулевое колесо из дерева и кожи с аудиоуправлением, круиз-контроль, подогрев передних сидений и подогрев сидений 2-го ряда, 14-позиционный электропривод передних сидений, систему памяти, дистанционный запуск двигателя, премиум звуковая система, 6-дисковый CD-чейнджер, заднее радиоуправление, компас, ворота с электроприводом и индикатор наружной температуры. Platinum добавляет развлекательную систему DVD, навигационную систему, подстаканники с подогревом и охлаждением, камеру заднего вида, охлаждаемые передние сиденья, улучшенную кожу (обивка переднего и второго ряда Tehama) и подножки с электроприводом.

### Безопасность
По данным Страхового института безопасности дорожного движения, модели Escalade 2007-08 годов имели самый высокий уровень смертности в своём классе: уровень смертности водителей составил 33 по сравнению со средним показателем в классе 15.

## Четвёртое поколение
7 октября 2013 года Cadillac представил Escalade четвёртого поколения и Escalade ESV на звёздном мероприятии в Нью-Йорке, всего почти через месяц после того, как GM представила свои внедорожники следующего поколения от Chevrolet и GMC. Cadillac начал свою кампанию по продвижению Escalade 14 августа 2013 года и начал публиковать тизеры в Интернете 23 сентября 2013 года с помощью фотографа Отэм де Уайлд, которая помогла показать больше изображений перед презентацией. Страница YouTube под названием «Escalade Reveal» была создана для демонстрации видеороликов вместе с обратным отсчётом времени до открытия. 25 ноября 2013 года Cadillac начал распространять информацию о Escalade 2015 года из уст в уста, разместив факсимильное изображение автомобиля на передней панели во флагманском магазине Saks на Пятой авеню в Нью-Йорке во время своей ежегодной рождественской рекламной кампании, на которой внедорожник заморожен в упаковках.
Производство Escalade 2015 года началось в январе 2014 года на сборочном заводе GM в Арлингтоне, штат Техас, и поступило в продажу в апреле 2014 года в качестве модели 2015 года (цена MSRP начинается примерно с 71 000 долларов за полноразмерный, 74 000 долларов за ESV) и доступна только в трёх комплектациях: Базовая, Роскошная и Премиум. Международные продажи планируется начать летом 2014 года. Они назначаются платформе GMT K2XX как K2XL. «Фирменный стиль внешнего освещения Escalade 2015 года черпает вдохновение из самых разных источников, начиная с наследия Cadillac с вертикальными наружными фонарями и заканчивая архитектурой», — сказал менеджер по дизайну внешнего освещения Мартин Дэвис.
Планировалось, что Escalade перейдёт на единую платформу Lambda, но она была быстро отменена из-за неприятия клиентов. Согласно отчёту о Autoblog.com, GM переиздала редизайн линейки полноразмерных внедорожников GM, включая Escalade, для выпуска 2014 года в связи с увеличением продаж внедорожников, и работает над заменой полноразмерных внедорожников, что приведёт к возможному изменению платформы внедорожника Escalade. Но в июле 2013 года серия шпионских снимков показала, что GM сохранит Escalade в качестве внедорожника с кузовом на раме. Тем не менее, GM рассматривает возможность расширения бренда Escalade до крупного сегмента CUV., в результате автомобиль с эмблемой Escalade получит ту же платформу, что и Chevrolet Traverse и GMC Acadia, которые находятся на стадии планирования. По словам вице-президента Боба Фергюсона, первый 3-рядный Escalade CUV Cadillac может быть представлен в 2016 году.[27] Существует также вероятность того, что GM может экспортировать Escalade в Австралию в качестве праворульного автомобиля в рамках глобальной экспансии Cadillac, поскольку GM начала импортировать свои североамериканские автомобили в тамошнее подразделение Holden после прекращения выпуска моделей местного производства последнего в 2017 году.
Грузовое пространство было уменьшено с 109,8 дюйма (2789 мм) до 94,2 дюйма (2393 мм) на стандартной модели и с 137,5 дюйма (3492 мм) до 120,5 дюйма (3061 мм) на ESV, чтобы обеспечить дополнительные 1,7 дюйма пространства для головы и 45,3 дюйма пространства для ног спереди, в то время как уменьшение пространства для ног в третьем ряду с 25,6 дюйма (650 мм) до 24,8 дюйма (630 мм). 6,2-литровый EcoTec3 V8 от GM, мощностью 420 лошадиных сил и крутящим моментом 460 фунт-фут, в паре с шестиступенчатой автоматической коробкой передач (модели 2015i и более поздние версии имеют 8-ступенчатую автоматику), является единственным предлагаемым двигателем, наряду с новой передней подвеской и пятирычажной задней подвеской. настройки, более широкая колея, электроусилитель рулевого управления с регулируемой подачей и система магнитного контроля езды Cadillac с режимами Tour и Sport. Интерьер теперь имеет дизайн ручной работы, в котором используются материалы для кроя, шитья и упаковки, а также варианты отделки деревом. Также была обновлена приборная панель, и система Cadillac CUE добавлена в качестве стандартной функции, наряду с обновлённой системой безопасности.

Модельный ряд Escalade 2015 года получил 8-ступенчатую коробку передач, камеру объёмного обзора и подключение к сети 4G LTE в рамках обновления в середине года, в результате которого венки на решётке радиатора исчезли с Escalade в рамках планов Cadillac обновить логотип, чтобы подчеркнуть герб на всех своих моделях.

## Escalade EXT
Escalade EXT — пикап, выпущен вместе со своим двойником, Chevrolet Avalanche, в 2002 году подразделением General Motors Cadillac.
Пикап оснащён композитной кабиной «Convert-a-Cab», сняв которую можно трансформировать его в грузовик с откидными бортами. Как и модель Avalanche, модель EXT имеет четыре полноразмерные двери и рассчитан на пять мест. EXT предлагается только в комплектации с двигателем 6,0 L V8 High Output. Ксеноновые фары были предложены в 2003 году. Escalade EXT, вместе с CTS, снимался в фильме «Матрица: Перезагрузка» (продакт-плейсмент). Пикапы Escalade EXT производились только на заводе в Силао, Мексика.
Escalade EXT (на базе Cadillac Escalade) был создан как прямой конкурент провалившемуся пикапу Lincoln Blackwood (на основе Ford F-150). Он также конкурировал с недавно снятым с производства Lincoln Mark LT (ещё одна модель на базе пикапа F-150), дебютировавшим в 2006 году. До снятия с производства в 2013 году, EXT конкурировал с Ford F-150 Platinum.

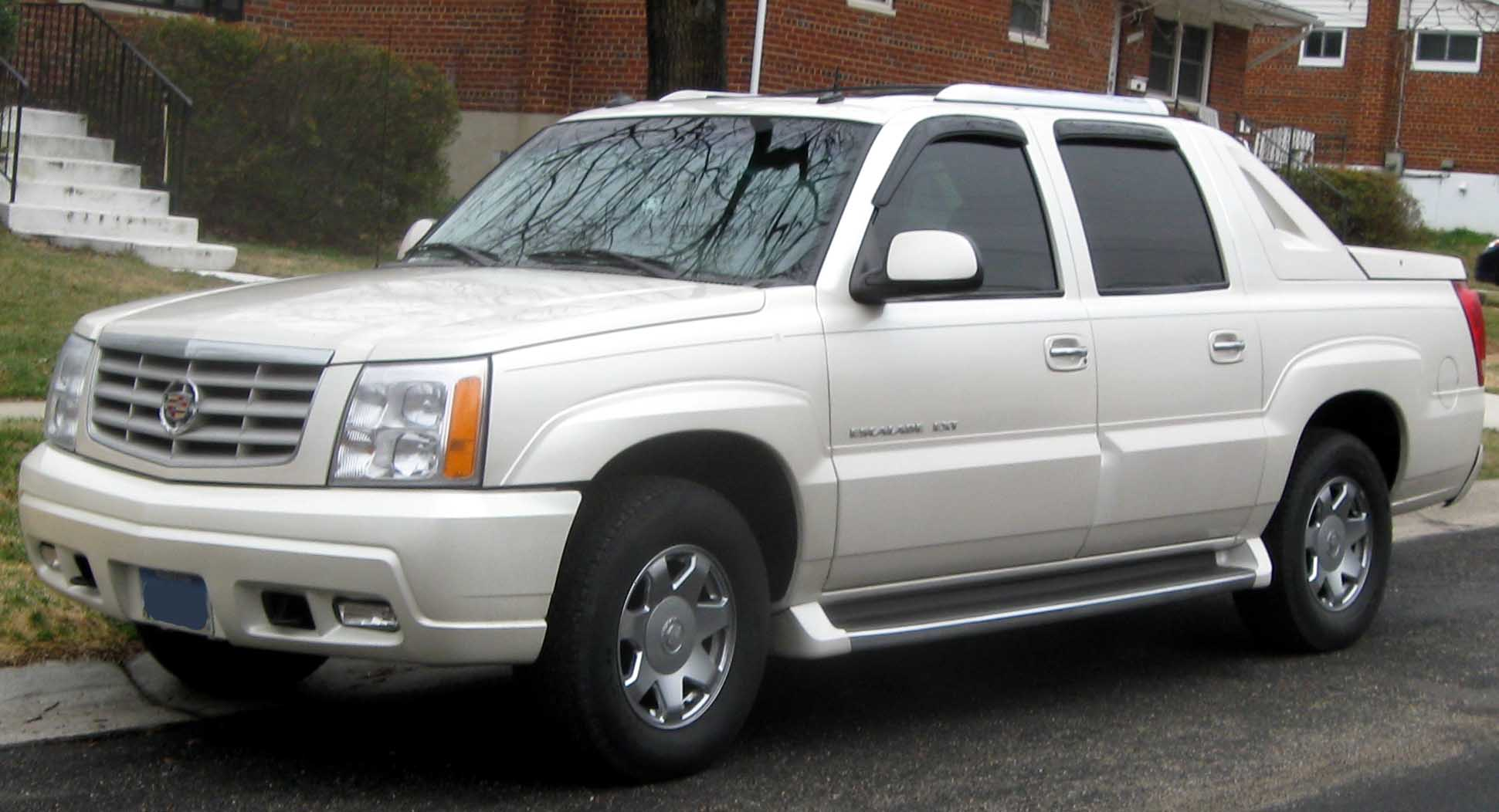
GMT800 Cadillac Escalade EXT (2001–2006)
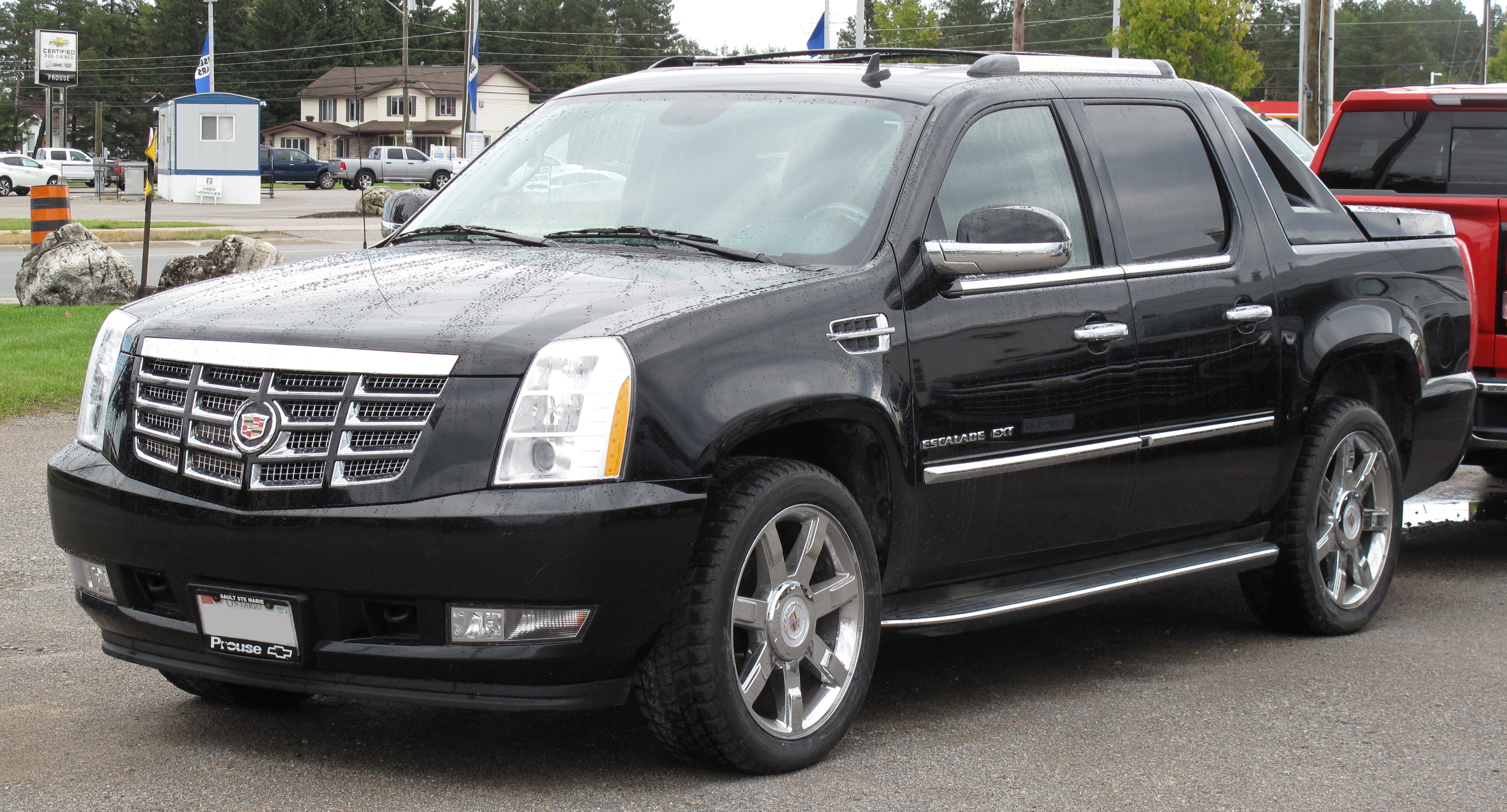
GMT900 Cadillac Escalade EXT (2006-2013)

## Escalade IQL
В марте 2025 года Cadillac представил Escalade IQL 2026 – электрическую версию флагманского внедорожника с удлинённым кузовом и просторным салоном. Новая модель получила увеличенное багажное отделение, повышенный комфорт для пассажиров третьего ряда и передовую мультимедийную систему, обеспечивающую высокотехнологичный уровень оснащения.

## Продажи в США
| Календарный год | Escalade | EXT    | ESV    | Всего продано в США |
| --------------- | -------- | ------ | ------ | ------------------- |
| 1998            | 3,089    | —      | —      | 3,089               |
| 1999            | 23,897   | —      | —      | 23,897              |
| 2000            | 23,346   | —      | —      | 23,346              |
| 2001            | 31,270   | 546    | —      | 31,816              |
| 2002            | 36,114   | 13,494 | 36     | 49,644              |
| 2003            | 35,621   | 11,256 | 12,866 | 59,743              |
| 2004            | 36,994   | 9,638  | 15,618 | 62,250              |
| 2005            | 29,876   | 7,766  | 13,502 | 51,144              |
| 2006            | 39,017   | 7,019  | 16,170 | 62,206              |
| 2007            | 36,654   | 7,967  | 16,370 | 60,991              |
| 2008            | 23,947   | 4,709  | 11,054 | 39,710              |
| 2009            | 16,873   | 2,423  | 6,588  | 25,884              |
| 2010            | 16,118   | 2,082  | 8,674  | 26,874              |
| 2011            | 15,079   | 2,036  | 8,388  | 25,503              |
| 2012            | 12,615   | 1,934  | 8,083  | 22,632              |
| 2013            | 12,592   | 1,972  | 7,950  | 22,514              |
| 2014            | 19,482   | 53     | 10,987 | 30,522              |
| 2015            | 21,230   | -      | 14,691 | 35,921              |